# Charles Newman
Augustus Charles Newman (ur. 19 sierpnia 1904 w Chigwell, zm. 26 kwietnia 1972 w Sandwich) – brytyjski oficer, weteran II wojny światowej. Dowodził atakiem komandosów na suchy dok w Saint-Nazaire, za co został odznaczony najwyższym brytyjskim orderem wojennym Krzyżem Wiktorii.

## Kariera
Ukończył Bancroft's School, po czym zamieszkał w Szkocji, gdzie pracował jako przedsiębiorca budowlany. Przed wojną był oficerem Armii Terytorialnej (ochotnicza rezerwa British Army). Dowodził 4. batalionem w Essex Regiment.
Podczas kampanii norweskiej dowodził w stopniu majora 3 Samodzielną Kompanią (No 3 Independent Company) – oddziałem przeznaczonym do walki na tyłach wroga. W czerwcu 1940 roku, gdy zapadła decyzja o powołaniu oddziałów Commando, został zastępcą dowódcy 1 Special Service Battalion. 5 marca 1941 roku 1 SSB uległ likwidacji, a awansowanemu do stopnia podpułkownika Newmanowi powierzono dowództwo nad 2 Commando. 
W lutym 1942 roku został wytypowany na dowódcę rajdu na Saint-Nazaire. Jego celem było zniszczenie ówcześnie największego na świecie suchego doku. Około 250 komandosów Newmana wykonało zadanie, ale 64 z nich poległo, a ponad 100, w tym sam Newman, dostało się do niewoli. Niemal do końca wojny przebywał w niemieckich obozach jenieckich.

## Krzyż Wiktorii
Za swoją bohaterską postawę podczas rajdu Charles Newman został odznaczony przez króla Jerzego VI Krzyżem Wiktorii. Fragment uzasadnienia:

W nocy 27/28 marca 1942 roku podpułkownik Newman dowodził oddziałem, który wylądował na okupowanym przez wroga terytorium w celu zniszczenia infrastruktury portowej w niemieckiej bazie morskiej w Saint-Nazaire (...). Mimo że podpułkownik Newman nie miał takiego obowiązku, zszedł na ląd jako jeden z pierwszych i w ciągu następnych pięciu godzin zażartego boju osobiście zdobył kilka zajmowanych przez wroga budynków oraz, nie bacząc na własne bezpieczeństwo, nadzorował przebieg całej operacji. Podczas walk kierował ogniem moździerza, który zniszczył wrogie działo na dachu hangaru U-bootów, a następnie, będąc pozbawionym jakiejkolwiek osłony, zmusił ogniem karabinu maszynowego do odwrotu uzbrojony trawler (...). 
Pod błyskotliwym przywództwem tego oficera jego oddziały odpierały kontrataki wroga aż do chwili, gdy cele operacji zostały wypełnione. Do tego czasu większość okrętów desantowych została jednak zatopiona i ewakuacja drogą morską przestała być możliwa (...) mimo to, zdeterminowany podpułkownik Newman podjął próbę przebicia się poza miasto, aby stworzyć ocalałym szansę ucieczki (...) osobiście poprowadził atak niewielkiej grupy komandosów na silnie broniony most, przez który przedarła się ona na przedmieścia. Tam po wyczerpaniu całej amunicji on i jego ludzie ulegli w końcu niemieckiej przewadze (...).
Wybitne męstwo, oddanie służbie, znakomite zdolności przywódcze oraz inicjatywa tego oficera w wielkim stopniu przyczyniły się do sukcesu tej niebezpiecznej akcji, w wyniku której niemiecka baza morska w Saint-Nazaire uległa wielkim zniszczeniom.

## Odznaczenia
- Krzyż Wiktorii
- Order Imperium Brytyjskiego
- Territorial Decoration
- Legia Honorowa V klasy
- Krzyż Wojenny